# Sarah Huckabee Sanders
Sarah Elizabeth Huckabee Sanders (Hope, Arkansas; 13 de agosto de 1982) es una consultora política y directora de campaña estadounidense, actual gobernadora de Arkansas desde enero de 2023. Anteriormente sirvió como secretaria de prensa de la Casa Blanca. Es hija del exgobernador de Arkansas Mike Huckabee, candidato a la nominación republicana para las elecciones Presidenciales de Estados Unidos en 2008 y 2016.

## Primeros años
Sanders nació en Hope, Arkansas, siendo la hija más joven de Mike Huckabee, el ex gobernador de Arkansas, y Janet Huckabee. Tiene dos hermanos, John Mark y David Huckabee, un agente hipotecario de Arkansas.  Asistió a la Little Rock Central High School en Little Rock, Arkansas. Ingresó en la universidad baptista de Ouachita en Arkadelphia, Arkansas, donde fue elegida presidente del cuerpo estudiantil y era activa en organizaciones republicanas y otros grupos estudiantiles.
La introducción de Sanders a la política comenzó cuando era niña, cuando su padre se postuló por primera vez como Gobernador de Arkansas en 1992. Describiendo la campaña sin éxito al periódico "The Hill", dijo: "Realmente él no tenía mucho personal, así que nuestra familia ha estado muy comprometida y muy solidaria con mi papá. Yo estaba rellenando sobres, llamando a puertas y poniendo letreros de patio. Su padre describió su infancia, diciendo: "Siempre digo que cuando la mayoría de los niños tienen siete u ocho años saltando cuerda, estaba sentada a la mesa de la cocina escuchando a los analistas políticos analizar los resultados de las encuestas". Huckabee también añadió que, siendo su hija más pequeña, Sanders fue malcriada a veces, pero sus padres trabajaron para inculcar una buena ética de trabajo en todos sus hijos.

## Carrera
Sanders consiguió su inicio en la política sirviendo como coordinadora de campo para la campaña de reelección de 2002 de su padre para Gobernador de Arkansas.
Su experiencia incluye servir como enlace regional para asuntos del Congreso en el Departamento de Educación y trabajar como coordinadora de campo para la campaña de reelección del Presidente Bush en Ohio en 2004.
Sanders es socia fundadora de Second Street Strategies en Little Rock, Arkansas, un proveedor general de servicios de consultoría para campañas republicanas. Trabajó principalmente en campañas políticas nacionales y en campañas para la oficina federal en Arkansas antes de entrar en la administración de Trump.
Sanders también fue vicepresidente de Tsamoutales Strategies.
Sanders sirvió como directora política nacional para la campaña presidencial de su padre Mike Huckabee en el 2008.
En 2010, Sanders fue nombrada uno de los "40 menores de 40 años" en política de la revista "Time".
Sanders también sirvió como asesor principal de Tim Pawlenty en su carrera presidencial de 2012. Participó en las campañas de ambos senadores estadounidenses de Arkansas, administrando la campaña de John Boozman en 2010 y sirviendo como asesor de las elecciones de Tom Cotton para 2014.
En 2016, después de administrar la campaña presidencial de su padre Mike Huckabee, firmó como consejera principal de la campaña presidencial de Donald Trump en 2016, manejando las comunicaciones de la campaña Trump para coaliciones.
Después de la victoria de Trump, Sanders fue nombrada al cargo de Secretario de Prensa Adjunto de la Casa Blanca en su nuevo gobierno. El 5 de mayo de 2017, ella celebró su primera conferencia de prensa de la Casa Blanca, reemplazando a Sean Spicer, que tenía obligaciones con la Reserva Naval. Ella continuó cubriendo a Spicer hasta su vuelta al podio el 12 de mayo de 2017.

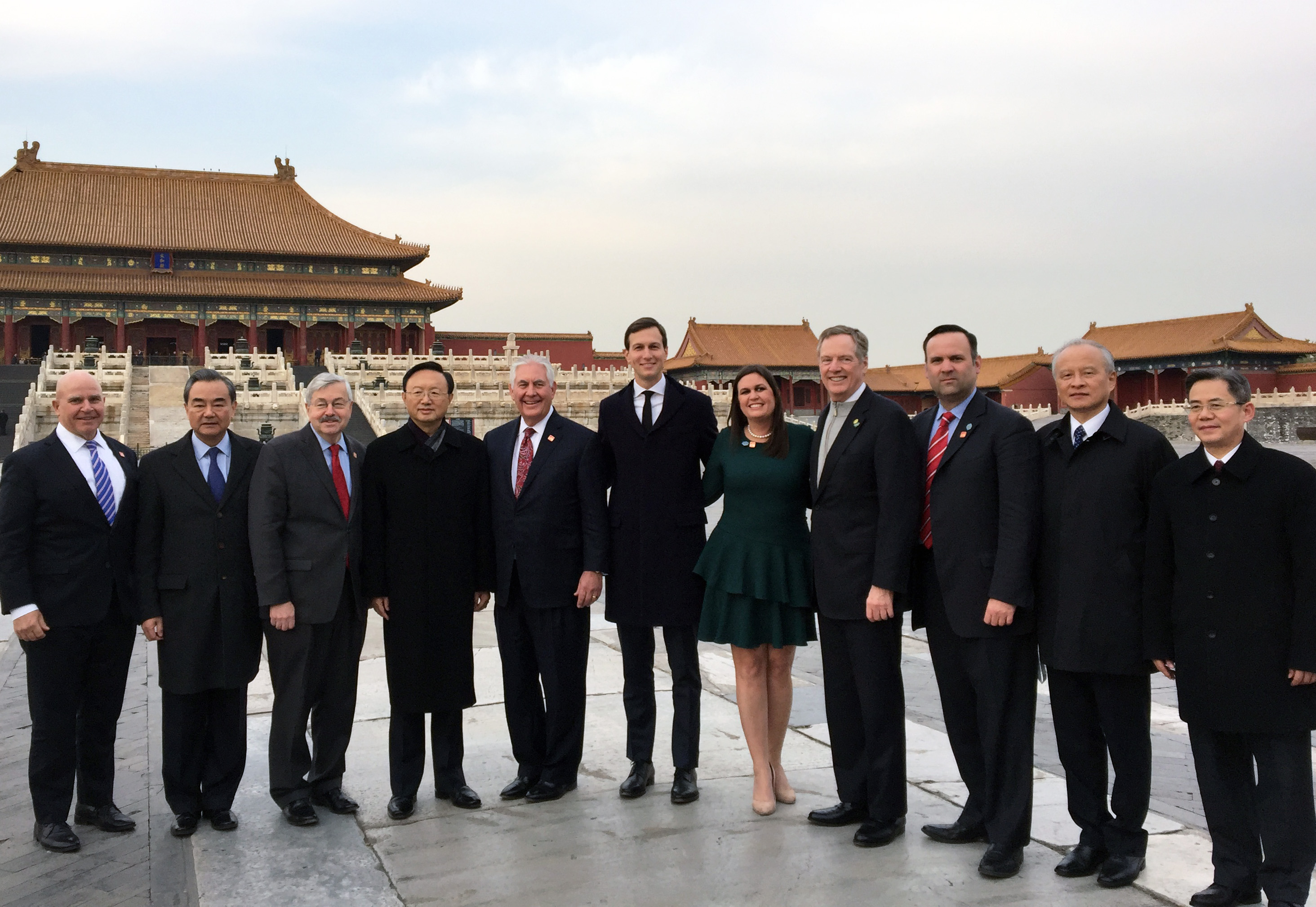
Sanders con Rex Tillerson, Jared Kushner y Wang Yi en Pekín (2017)

Siguió cubriendo a Spicer durante la destitución de James Comey y la controversia que le siguió. Su defensa de las acciones de la administración Trump llevó a algunas especulaciones de que el presidente Trump estaba considerando su promoción en reemplazo de Spicer. Esto fue refutado por su padre, Mike Huckabee.
Informes adicionales de CNN sugieren que los White House Press Briefings en su formato actual están siendo revisados y podrían ser reemplazados por informes del presidente Donald Trump. 
El "Wall Street Journal", el 26 de mayo de 2017, volvió a poner a Sanders en el marco como un posible reemplazo para Spicer en el contexto de cambios de personal más amplios y la investigación sobre presuntas comunicaciones con Rusia. Ella siguió sustituyendo a Spicer ocasionalmente.
El 27 de junio de 2017, durante una conferencia de prensa, Sanders atacó a los medios de comunicación, acusándolos de difundir noticias falsas contra Trump. Sanders citó inmediatamente un video creado por James O'Keefe. Aunque no estaba segura de la exactitud del video, dijo: "Yo animaría a todos en esta sala y, francamente, a todo el mundo a echar un vistazo". En el video aparece el productor para salud y medicina de CNN, John Bonifield, quien afirmaba que la cobertura de CNN sobre las conexiones de Rusia con la campaña de Trump era "casi todo patraña" y que se debió principalmente a los índices de audiencia.  Varios periodistas criticaron la decisión de Sanders de citar a O'Keefe, señalando que O'Keefe fue acusado de un delito menor en 2010 y que tiende a editar selectivamente sus imágenes.
El 21 de julio de 2017, el nuevo director de comunicaciones de la Casa Blanca, Anthony Scaramucci, anunció que Sanders asumiría el papel de Secretario de Prensa de la Casa Blanca. Sanders es la tercera mujer que ocupa el puesto de Secretario de Prensa de la Casa Blanca tras Dee Dee Myers en 1993 y Dana Perino en 2007.
Sanders se ha unido a varios de sus colegas de la Casa Blanca en lograr la notoriedad de ser satirizados regularmente en Saturday Night Live.

## Vida personal
Sanders se casó con Bryan Chatfield Sanders el 25 de mayo de 2010 en la iglesia luterana de Nazareth en Cruz Bay en la isla de St. John en las Islas Vírgenes de los Estados Unidos. Bryan Sanders sirvió como consultor de medios en la campaña presidencial de Mike Huckabee en 2016. La pareja tiene tres hijos.
El viernes 22 de junio de 2018, un copropietario de un restaurante de 26 asientos en Lexington, Virginia, a 200 millas de Washington le pidió a Sanders que abandonara el restaurante porque Sanders trabajaba para la administración Trump, lo que dio lugar a Red Hen controversia del restaurante. Sanders, usando su cuenta de Twitter de secretaria de prensa de la Casa Blanca, nombró el restaurante que se negó a atenderla, y el exdirector de la Oficina de Ética Gubernamental de los Estados Unidos, Walter Shaub, tuiteó que Sanders había violado las leyes de ética al "desalentar el patrocinio" y "usarla". oficina para hacer público para presionarlo.